# Modra kompaktna patuljasta galaktika
Modra kompaktna patuljasta galaktika (BCD, prema eng. blue compact dwarf galaxy) je tip galaktike, odnosno aktivne galaktičke jezgre.
Obiluju plinom i mladim zvijezdama.
Vrlo su modre galaktike, što ih razlikuje od N-galaktika čije su jezgre modrikaste. Modra kompaktna galaktika razlikuje se od N-galaktike po slabijem izviranju radijskih valova.
Izraz "plava" upotrijebio je Fritz Zwicky. Odnosi se na galaktike koje zadovoljavaju Zwickyjev uvjet kompaktne galektike za plave i crvene ploče. Desetak godina poslije Thuan i Martin su uveli pojam "modrog kompaktnog patuljka" koji se odnosi na galaktike apsolutnih plavih magnituda bljeđih od MB = -18,15 mag (H0 = 70 km s−1 Mpc−1), promjera manjeg od 1 kpc te snažnih emisijskih crta superpoziranih na plavom kontinuumu. Nakon 15 godina Gallego i dr. spektroskopski su svrstali BCD-e kao galaktike koje pokazuju intenzivne, visoko-ekscitacijske emisijske crte i nisku Hα luminoznost (LHα < 1041 ergs−1; za H0 = 70 km s−1 Mpc−1). U literaturi je nekoliko varijacija definicija modrih kompaktnih patuljastih galaktika, nastalih prema drugim uzorcima proučavanih BCD galaktika.
Primjeri su NGC 1705, NGC 2915, NGC 3353 i UGCA 281.